# Børge Frederiksen
Børge Frederiksen (født 28. april 1949 i Særslev) er en pensioneret dansk fagforeningsmand. Han var formand for Industrigruppen i 3F (2001-2010) og næstformand for CO-industri.

## Historie
Som 15-årig tog Børge Frederiksen på havet som sømand og tjente der i 6 år. Wittenborgs Automatfabrik i Odense blev næste arbejdsmæssige stop. Det var også her den fagpolitiske karriere startede, da han i 1974 blev valgt til tillidsmand for de ufaglærte på fabrikken.
I 1982 blev han valgt som næstformand for SiD Odense Industri, og året efter blev han valgt som formand. Han fik plads i SiD's hovedbestyrelse i 1985. Arbejdspladsen skiftede fra Odense til København i 1993, da han blev valgt til forretningsfører i SiD's Industrigruppe.
Efter at den daværende formand for industrigruppen Willy Strube, 18. oktober 2001 valgte at trække sig fra alle sine tillidshverv på grund af anklager om korruption, blev Børge Frederiksen midlertidig indsat som ny formand og blev senere valgt til posten.